# Heslingapolder
De Heslingapolder is een voormalig waterschap in de provincie Groningen.
Het kleine waterschap had slechts één ingeland en was gelegen tussen het voormalige Hoendiep (tegenwoordig het Van Starkenborghkanaal) en het Hoerediep, pal ten westen van de N388 (Poelweg) bij Gaarkeuken. Ten oosten van de polder lag de Polder van de weduwe de Vries en Rozema. De polder sloeg zijn water met behulp van een tjasker uit op het Hoerediep.
Waterstaatkundig gezien ligt het gebied sinds 1995 binnen dat van het waterschap Noorderzijlvest.